# Lagouvardos
Die kleine unbewohnte griechische Insel Lagouvardos (Aussprache [laɣuˈvarðɔs], griechisch Λαγούβαρδος (m. sg.), auch Poreti Πορέτι), liegt etwa acht Kilometer nordwestlich von Andikythira und etwa 3,7 Kilometer südwestlich von Pori. Sie weist steile Klippen auf und erreicht eine Höhe von 40 Metern. Ihre Flächenausdehnung beträgt 3,5 Hektar.
Auf Lagouvardos und auf der größeren Nachbarinsel Pori hat die endemische Pori-Mauereidechse (Podarcis levendis) ihr Vorkommen. Die Art ist in der internationalen und nationalen Roten Liste als gefährdet (VU – Vulnerable) eingestuft.
Die Insel ist seit 2006, gemeinsam mit dem gesamten Antikythera-Archipel, Teil des Natura 2000 Projekts der Europäischen Union.

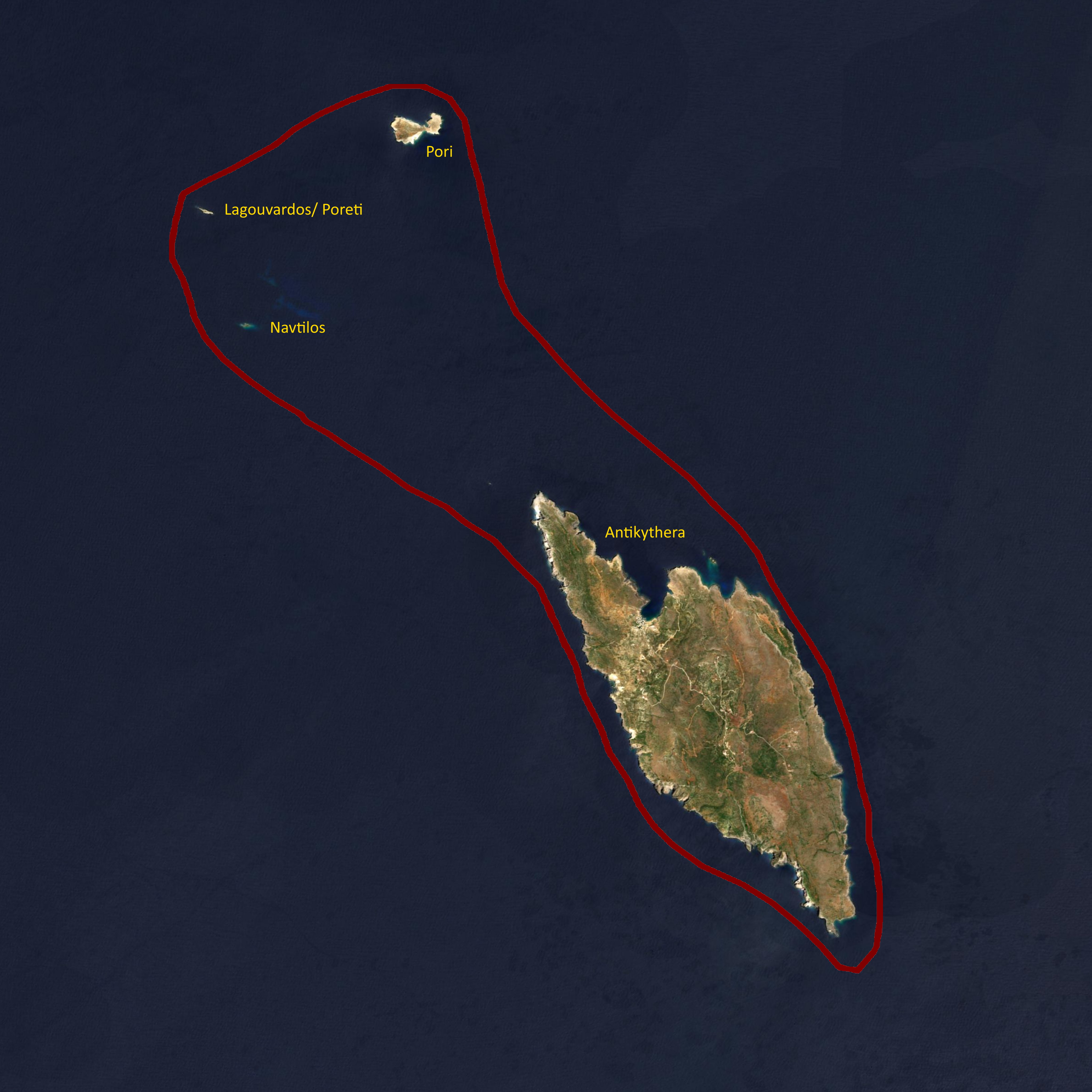
Ausgewiesenes Schutzgebiet des Natura-2000-Programms